# Oliva Sabuco
Oliva Sabuco, född 1562, död 1646, var en spansk teologisk författare.  
En krater på Venus har fått sitt namn efter henne. 